# Umuarama (Uberlândia)
O Umuarama é um bairro nobre da Zona Leste de Uberlândia, Minas Gerais.
O nome oficial deste bairro, é Jardim Umuarama, mas é falado e conhecido popularmente, apenas como Umuarama. 

## Limites
São limites do bairro as rodovias BR-050 a oeste e a sul, a Ferrovia a norte e a Avenida Floriano Peixoto a leste.

## Saúde
O Umuarama é sem dúvida o bairro mais visitado de Uberlândia, pois é nele que está o principal Hospital público da região, o Hospital das Clínicas da Universidade Federal de Uberlândia (Av. Pará, 1720). Diariamente centenas de pessoas vêm de cidades da região buscar atendimento em diversos setores.
- Outro ponto importante é o Hospital do Câncer, construído e mantido principalmente com dinheiro doado pela população uberlandense e voluntários. (Av. Amazonas, 1996, Bloco 4A - Campus Umuarama da UFU)[2][3]

## Educação
O Campus Umuarama que pertence a Universidade Federal de Uberlândia, é outra forte referência do bairro, recebendo principalmente os cursos das áreas da biologia.
- A entrada principal do campus fica na Avenida Pará, 1720.

## Comunicações
Por ser o bairro mais alto da cidade, é nele que se encontram algumas das antenas das emissoras de televisão e rádios da cidade, entre elas a da TV Integração Uberlândia afiliada Rede Globo, a TV Paranaíba afiliada Rede Record e a Tv Universitária afiliada a Rede Minas que pertence a Universidade Federal de Uberlândia.

## Transportes
Está localizado também no bairro Umuarama, o Terminal Umuarama de ônibus do Sistema Integrado de Transportes, fazendo a conexão de linhas de ônibus das Zonas Leste e Norte, além dos Distritos de Tapuirama, Cruzeiro dos Peixotos e Martinésia, com os terminais, Central, Santa Luzia (na zona sul), e Industrial (na zona norte).